# Mare (exogéologie)
Dans le cadre de la nomenclature planétaire, une mer, en latin mare (pluriel maria), est sur la Lune une vaste étendue d'albédo homogène sensiblement inférieure à l'albédo moyen de l'astre (voir l'article mare lunaire). Cette dénomination, dans son acception étymologique, a été étendue au satellite Titan de la planète Saturne pour qualifier les plus vastes surfaces liquides identifiées à sa surface, correspondant à de grands lacs d'hydrocarbures légers mélangés à de l'azote liquide sous une pression de 147 kPa (1,45 atm) et une température d'au plus 85 K (soit de l'ordre de −190 °C).

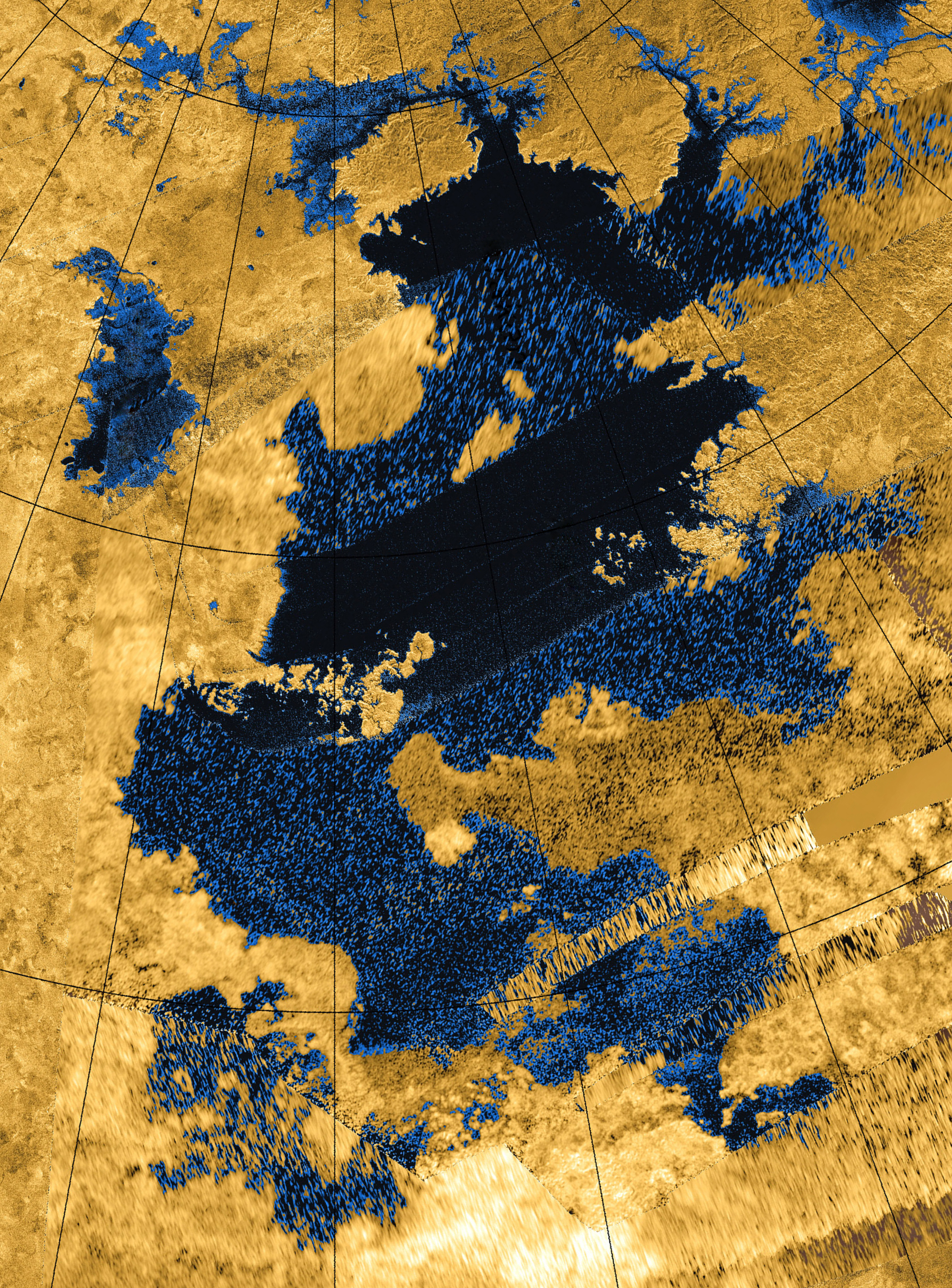
La Kraken Mare Photographie par la Sonde Cassini
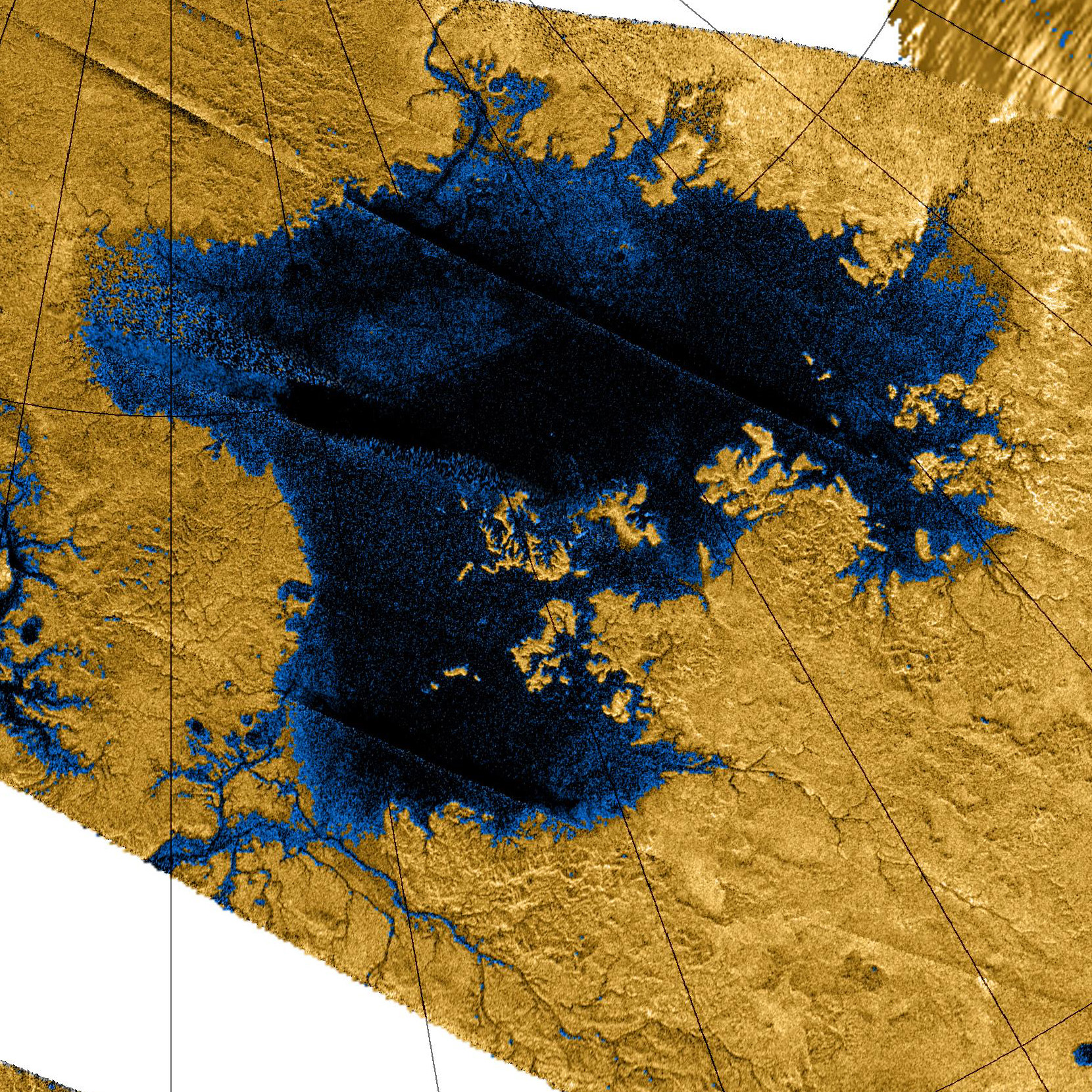
Le Ligeia Mare photographie par La Sonde Cassini
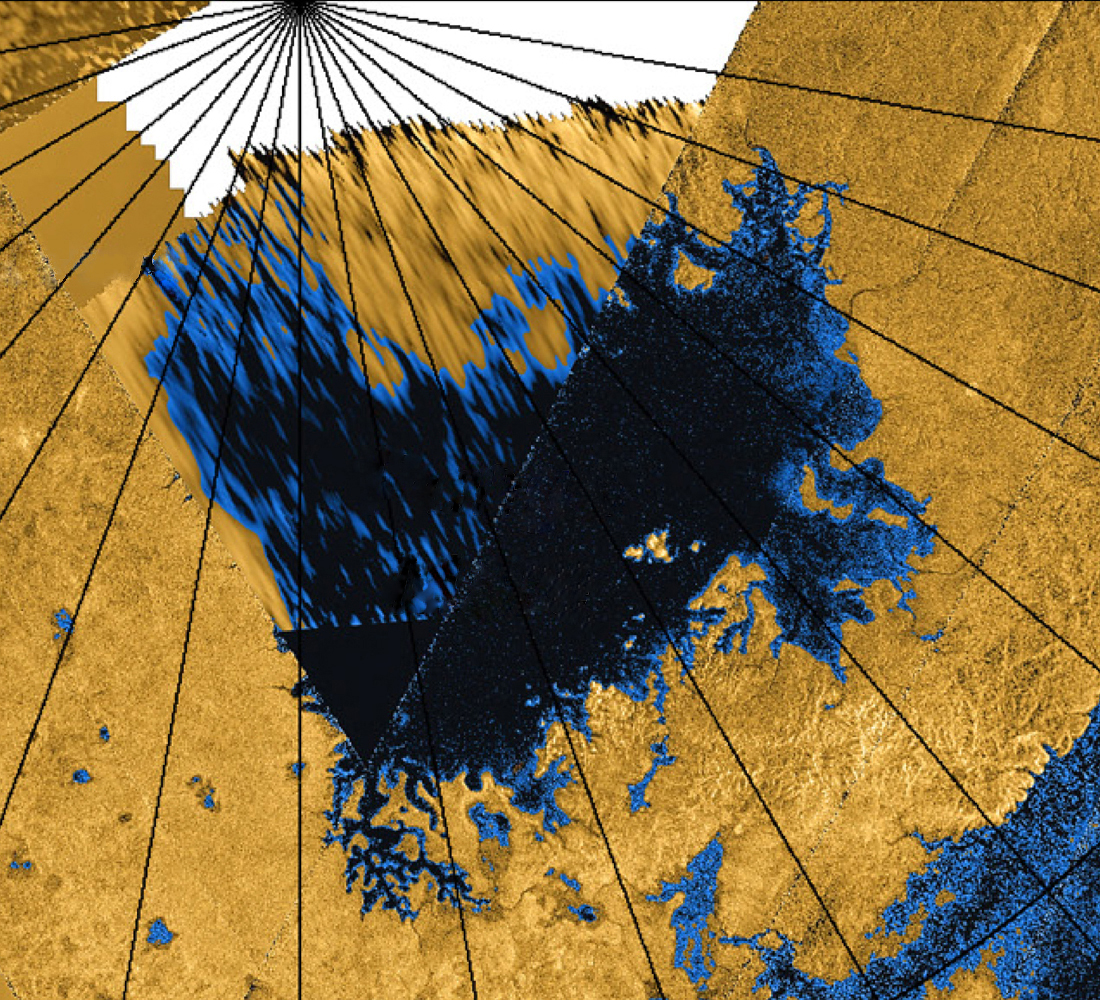
Le Punga Mare photographie par la sonde Cassini

## Mers lunaires

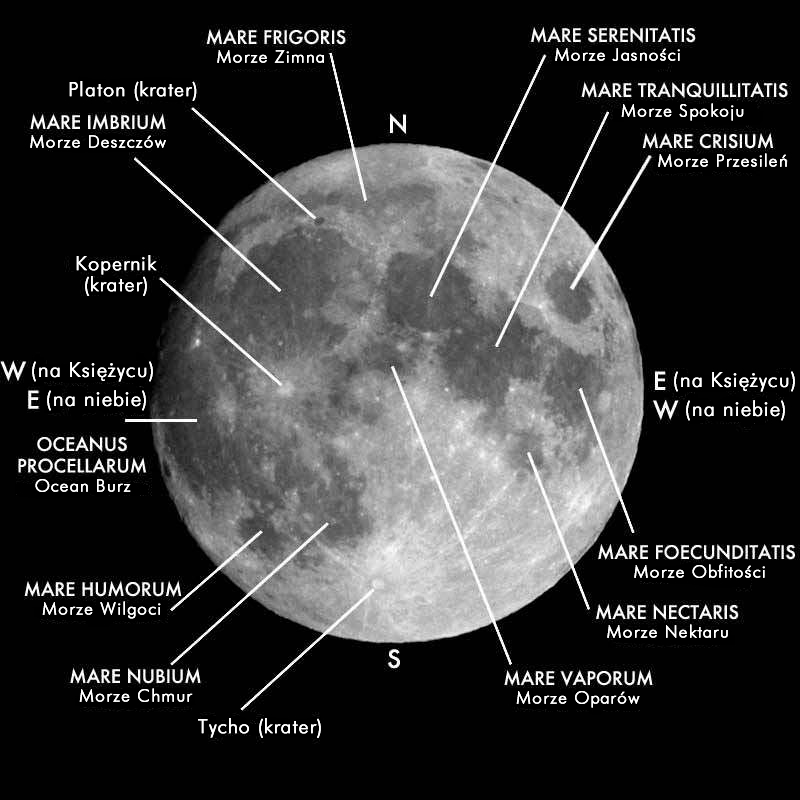
Les Mers Lunaires

## Mers de Titan
- Kraken Mare, la plus grande connue à ce jour, d'une superficie similaire à celle de la mer Caspienne,
- Ligeia Mare,
- Punga Mare.